# Amizour
Amizour là một đô thị thuộc tỉnh Béjaïa, Algérie. Dân số thời điểm năm 2002 là 34.217 người.